# کاخ الیزه

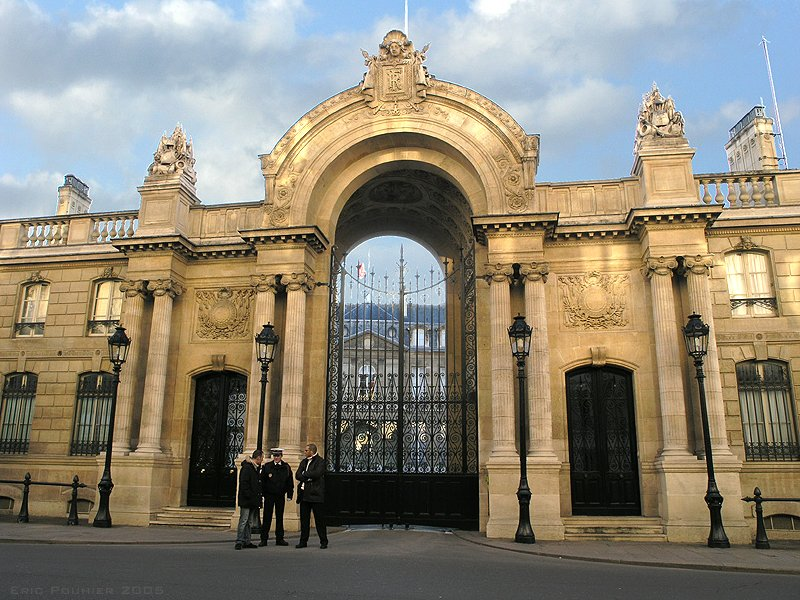
ورودی کاخ الیزه

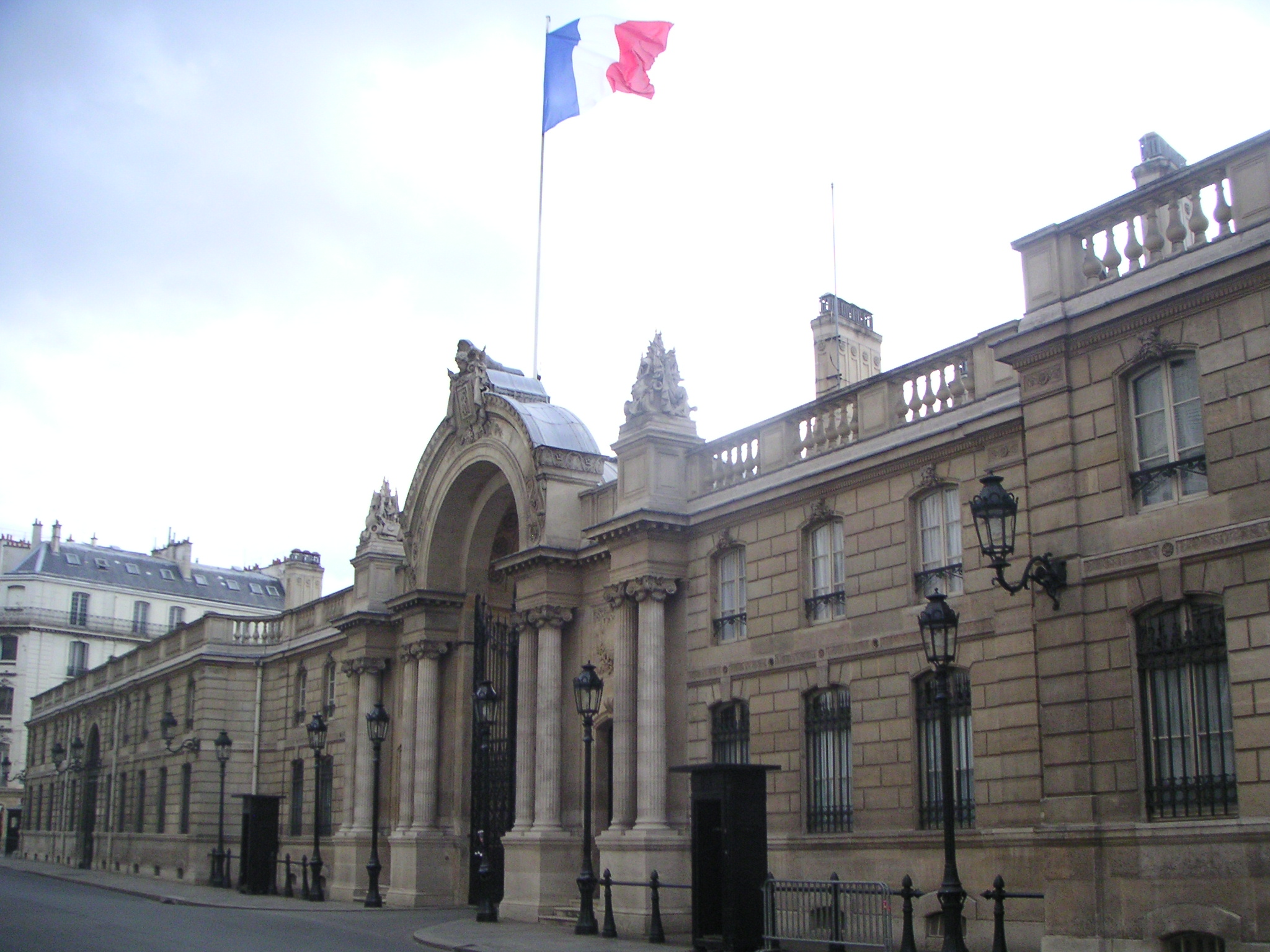
نمایی از کاخ الیزه

کاخ الیزه (به فرانسوی:Palais de l'Élysée) واقع در پاریس، مقر رسمی ریاست جمهوری فرانسه است
کاخ الیزه محل اقامت رسمی رئیس‌جمهور جمهوری فرانسه است. در سال ۱۷۲۲ به پایان رسید، در ابتدا برای لوئیس هنری د لا تور د اورون ساخته شد. این ساختمان برای اولین بار در سال ۱۸۴۸ به عنوان دفتر رئیس‌جمهور فرانسه مورد استفاده قرار گرفت. ساختمان فعلی شامل دفتر ریاست جمهوری و اقامتگاه و محل ملاقات شورای وزیران، جلسه هفتگی دولت فرانسه به ریاست رئیس‌جمهور جمهوری. این مکان در نزدیکی شانزه لیزه در منطقه ۸ پاریس واقع شده‌است، نام الیزه از زمینه‌های الیزیا، محل مردگان مبارک در اساطیر یونان گرفته شده‌است. بازدید کنندگان مهم خارجی در هتل نزدیک دو هتل Marigny، یک اقامتگاه عالی، میزبانی می‌شوند.

## تاریخچه

### خلاصه تاریخچه
این کاخ بین سال‌های ۱۷۱۸ تا توسط آرماند-کلود مویه آرشیتکت فرانسوی به سبک کلاسیک برای اقامت کنت دِورو ساخته شد. پس از مرگ کنت در سال ۱۷۵۳ این کاخ به منظور اقامت مارکز دو پمپیدور یکی از معشوقه‌های لویی پانزدهم از سوی وی خریداری شد. پس از این دوران این کاخ برای اقامت پرنسس باتیلد دورلئان دختر پرنس کنده مورد استفاده قرار گرفت. اما بعدها و پس از انقلاب فرانسه و در دوران ناپلئون به عنوان کاخ ریاست جمهوری مورد استفاده قرار گرفت. از آن تاریخ نیز در دوره‌های مختلف بارها محل کاخ ریاست جمهوری فرانسه تغییر پیدا کرد اما سرانجام این کاخ در دوره والری ژیسکار دستن دوباره به عنوان کاخ ریاست جمهوری انتخاب شد و تاکنون نیز این موقعیت را داراست.

### هتل دِوغو
معمار آرماند-کلود مویه دارای ملکی بود که از جاده روستای رول، غرب پاریس (خیابان خیابان فبورگ-سن-انوره Rue du Faubourg Saint Honoré فعلی) جلوتر بود و از املاک سلطنتی، Grand Cours از طریق شانزه لیزه پشتیبانی می‌کرد. وی این قرارداد را در سال ۱۷۱۸ به لویی هنری هان د لا تور د اورن، کنت آورو (خانواده‌ها: دوک و شاهزادگان بویون و سدان: لا مارک | فون در مارک) فروخت، با این توافق که مولت یک هتل مخصوص برای این شهر بسازد. مقابل یک دادگاه ورودی و پشتیبان یک باغ قرار دارد. هتل d'vvux در سال ۱۷۲۲ تکمیل و تزئین شد، و اگرچه از آن زمان تغییرات زیادی را تجربه کرده‌است، اما همچنان نمونه‌ای خوب از سبک کلاسیک فرانسه است. در زمان مرگ او در سال ۱۷۵۳، اوروو صاحب یکی از خانه‌های بسیار مورد تحسین در پاریس بود و توسط پادشاه لوئی پانزدهم به عنوان محل اقامت مارکیز دو پمپادور و معشوقه وی خریداری شد. مخالفان با آویختن تابلوهایی بر روی دروازه‌ها که نشان می‌داد: «خانه فاحشه پادشاه»، بیزاری خود را نسبت به رژیم نشان دادند. پس از مرگ او، دوباره این ملک به املاک سلطنتی بازگشت.
در سال ۱۷۷۳، توسط نیکلاس بوژون، بانکدار دربار و یکی از ثروتمندترین مردان فرانسه خریداری شد، که برای نگهداری از مجموعه افسانه‌ای خود به «خانه روستایی» مناسب و مجلل (برای شهر پاریس هنوز تا این حد گسترش نیافته بود) نیاز داشت. از نقاشی استادان بزرگ به همین منظور، او معماری را استخدام کرد تا تغییرات اساسی در ساختمان‌ها (و همچنین طراحی یک باغ به سبک انگلیسی) ایجاد کند. به زودی شاهکارهای مشهوری مانند سفیران هولبین (اکنون در گالری ملی لندن) و بوهمیان فرانس هالس (اکنون در لوور) به نمایش درآمد. تغییرات معماری و گالری‌های هنری وی باعث شهرت بین‌المللی این اقامتگاه به عنوان «یکی از خانه‌های برتر پاریس» شد.

### کاخ سلطنتی و شاهنشاهی
کاخ و باغ‌ها توسط بوتیلد دو اورلئان، دوشس بوربون در سال ۱۷۸۷ به مبلغ ۱٫۳۰۰٫۰۰۰ لیور از بوژون خریداری شد. این دوشس بود که آن را الیزه نامید. وی همچنین گروهی از کلبه‌ها را در باغهایی بنا نهاد که به نام همو د شانتیلی (Hameau de Chantilly) نامگذاری کرد، به نام همو در شاتو د شانتیلی پدرزنش. با انقلاب فرانسه، دوشس از کشور فرار کرد و الیزه مصادره شد. اجاره داده شد. از این باغها برای غذا خوردن، آشامیدن و رقص استفاده می‌شد، تحت نام Hameau de Chantilly. و اتاق‌ها به خانه‌های قمار تبدیل شدند.
کاخ الیزه در سال ۱۸۰۳ به یوآخیم مورات و در سال ۱۸۰۸ به امپراتور ناپلئون فروخته شد. به الیزه-ناپلئون معروف شد. پس از نبرد واترلو، ناپلئون به الیزه بازگشت و در ۲۲ ژوئن ۱۸۱۵ کناره‌گیری خود را در آنجا امضا کرد. سه روز بعد او از الیزه خارج شد.
قزاقهای روسی هنگام اشغال پاریس در سال ۱۸۱۴ در الیزه اردو زدند. اموال پس از آن به صاحب قبلی خود، دوش دو بوربن بازگشت، که سپس آن را به پسر عموی سلطنتی خود، لوئی پانزدهم، در سال ۱۸۱۶ فروخت.

### اقامت رسمی رئیس‌جمهور
در دولت موقت جمهوری دوم این کشور این کاخ، الیزه ملی نامیده می‌شد و محل اقامت رسمی رئیس‌جمهور جمهوری فرانسه بود. رئیس‌جمهور همچنین از چندین اقامتگاه رسمی دیگر، از جمله Ch includingteau de Rambouillet، چهل و پنج کیلومتری جنوب غربی پاریس، و همچنین قلعه Brégançon در نزدیکی تولون استفاده می‌کند.
در سال ۱۸۷۳، در دوره جمهوری سوم، الیزه اقامتگاه رسمی ریاست جمهوری شد. در سال ۱۸۹۹، فلیکس فاور به عنوان تنها کارمند اداری که در کاخ جان داد، کشته شد. البته ادعا می‌شود که در هنگام بیماری فلایتیو کشته شده‌است.
در سال ۱۹۱۷، یک شامپانزه از محل کارخانه مجاور فرار کرد، وارد قصر شد و گفته شد که وی تلاش کرده‌است همسر رئیس‌جمهور ریموند پوانکره را به داخل درخت منتقل کند تا توسط محافظین الیزه خسته شود. رئیس‌جمهور پل دشانل، که در سال ۱۹۲۰ به دلیل بیماری روانی استعفا داد، گفته شد که تحت تأثیر شاهکار شمپانزه چنان تحت تأثیر قرار گرفته بود که برای هشدار مهمانانش، هنگام پذیرایی‌های ایالتی، او را به پریدن در میان درختان واداشت.
کاخ الیزه در ژوئن ۱۹۴۰ بسته شد و در طول جنگ جهانی دوم خالی ماند. فقط در سال ۱۹۴۶ توسط وینسنت آئوریول، رئیس دولت موقت جمهوری فرانسه، اولین رئیس‌جمهور جمهوری چهارم از ۱۹۴۷ تا ۱۹۵۴ دوباره اشغال شد. از ۱۹۵۹ تا ۱۹۶۹، الیزه توسط شارل دوگل، اولین رئیس‌جمهور جمهوری پنجم. دوگل کمبود حریم خصوصی خود را دوست نداشت و نظارت بر خرید هتل مجلل هتل مارینی را برای اسکان مقامات ایالتی خارجی در بازدید از فرانسه انجام می‌داد و می‌گفت: «من ایده دیدار با پادشاهان را که با پیژامه در راهروهای من راه می‌روند دوست ندارم.»
الیزه باغهایی دارد که روسای جمهور بعد از ظهر روز باستیل تا سال ۲۰۱۰ میزبان مهمانی‌ها بودند. در آن سال، نیکلاس سارکوزی، رئیس‌جمهور وقت، تصمیم گرفت که به دلیل بدهی زیاد فرانسه و بحران اقتصادی، سازماندهی این رویداد را متوقف کند.
امانوئل مکرون، رئیس‌جمهور فرانسه از سال ۲۰۱۷، در حال حاضر در کاخ اقامت دارد.

## ویژگی‌ها

Palais de l'Élysée, Paris.

عمارت و محوطه‌هایی که به شدت محافظت می‌شوند در 55 Rue du Faubourg Saint-Honoré در تقاطع آن با خیابان de Marigny واقع شده‌اند. یک دروازه بزرگ با چهار ستون با دیوارهایی که بالای آن نرده قرار دارد، به حیاط بزرگ و گردی باز می‌شود. حیاط تشریفاتی با شکوه درجه ای از عظمت را به خانه می‌بخشد. اقامتگاه اصلی به سبک کلاسیک فرانسوی ساخته شده‌است. دهلیز ورودی با حیاط تشریفاتی و باغ‌ها هم تراز است. یک ساختمان مرکزی طولانی وجود دارد، یک آپارتمان بزرگ - یا دولتی - که در وسط یک سالن بزرگ که به داخل باغ باز می‌شود تقسیم شده‌است. این ساختمان همچنین دارای یک بخش مرکزی سه طبقه و دو بال یک طبقه است: Appartement des Bains در سمت راست، و Petit Appartement (آپارتمان‌های خصوصی) در سمت چپ. این باغ به سبک فرانسوی دارای یک مسیر مرکزی همسو با ساختمان مرکزی، گلدان‌های طرح دار و کوچه‌های درختان شاه بلوط لبه دار با پرچین‌ها است.

### طبقه همکف
Vestibule d'Honneur (تالار افتخار) اتاقی است که ورودی اصلی کاخ به آن منتهی می‌شود. در این اتاق رئیس‌جمهور فرانسه با مقامات دیدار کننده، رهبران جهان و رهبران معنوی دیدار می‌کند.
اتاق نقره‌ای، در جناح شرقی کاخ، توسط کارولین مورات، همسر یواخیم مورات و خواهر ناپلئون اول تزئین شده‌است. به دلیل لبه‌های نقره‌ای رنگ دیوارها، به آن اتاق نقره‌ای گفته می‌شود. سرسره‌ها، میزها، مبل‌ها و صندلی‌های راحتی که آخرین آنها در کناره‌ها دارای مجسمه‌های قو است همگی نقره‌ای هستند. سه واقعه مهم تاریخی در این اتاق اتفاق افتاد. در ۲۲ ژوئن ۱۸۱۵، ناپلئون پس از شکست در نبرد واترلو در آن سال رسماً حکم انصراف خود را امضا کرد. در ۲ دسامبر ۱۸۵۱ لویی ناپلئون کودتای خود را آغاز کرد. و در سال ۱۸۹۹، رئیس‌جمهور فلیکس فور با معشوقه خود، مارگرویت اشتاین هیل ملاقات کرد.

## موقعیت فعلی
مقر اقامت بسیاری از سفرای کشورهای خارجی در نزدیکی این کاخ قرار دارد.
این کاخ دارای باغی بزرگ است که همه ساله جشن معروف به روز باستیل در آن برگزار می‌شود. هم‌اکنون امانوئل مکرون به عنوان رئیس‌جمهور فرانسه دراین کاخ اقامت دارد.

## شراب‌خانه
شراب‌خانه کاخ الیزه شهرت زیادی دارد.

## نگارخانه

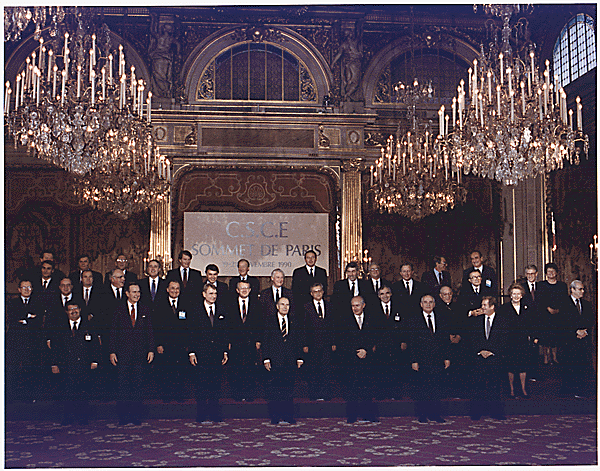
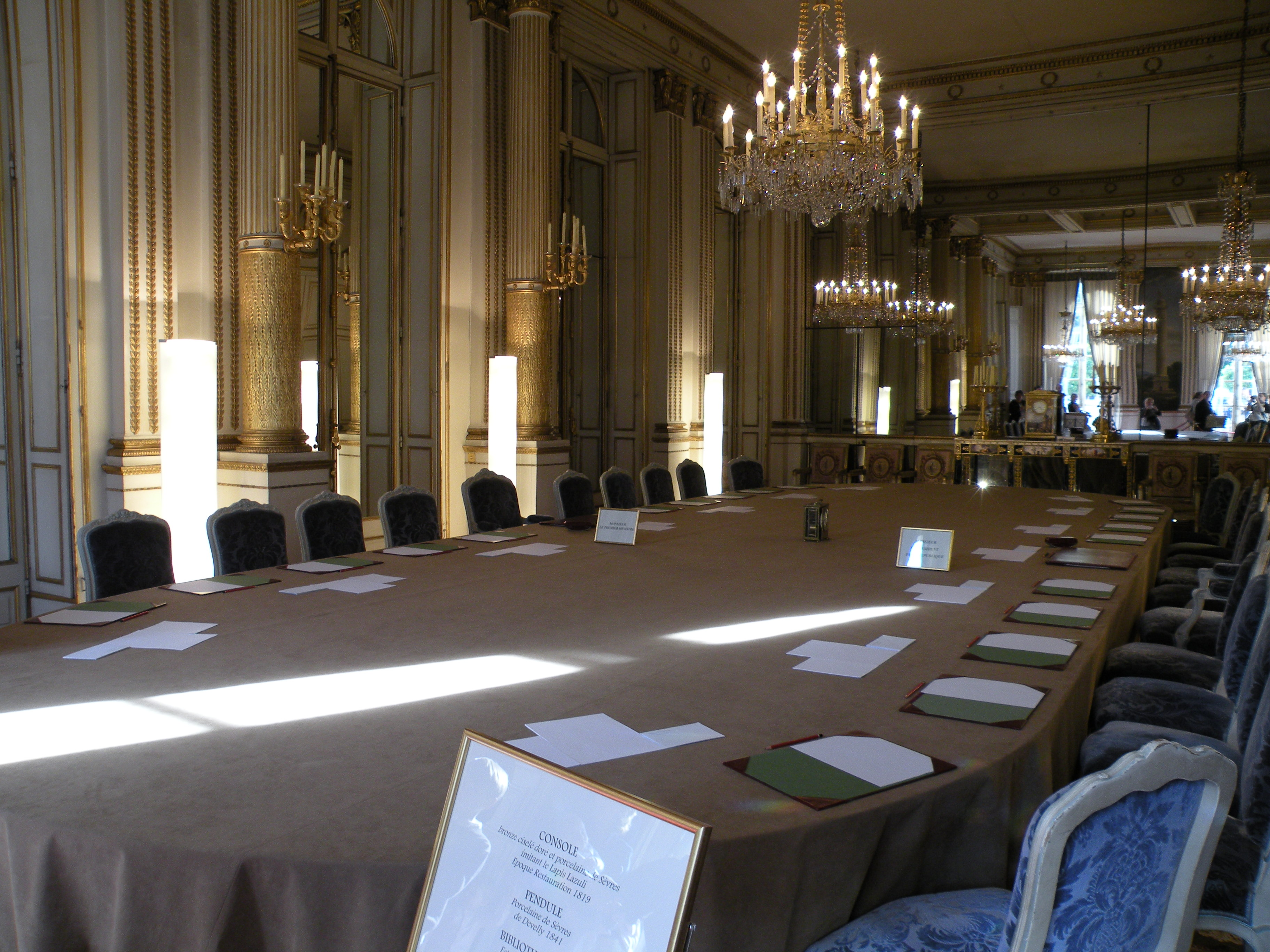
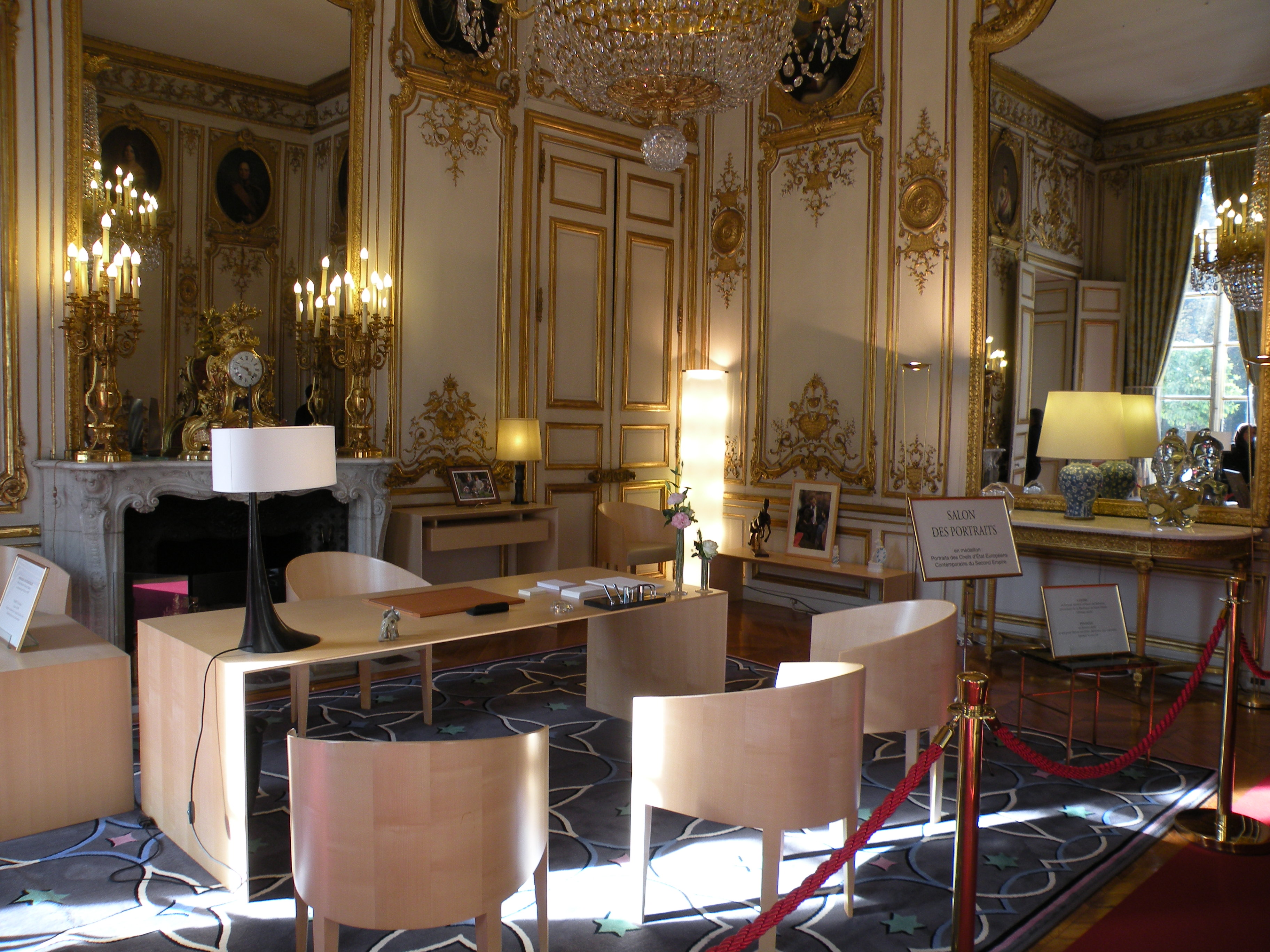
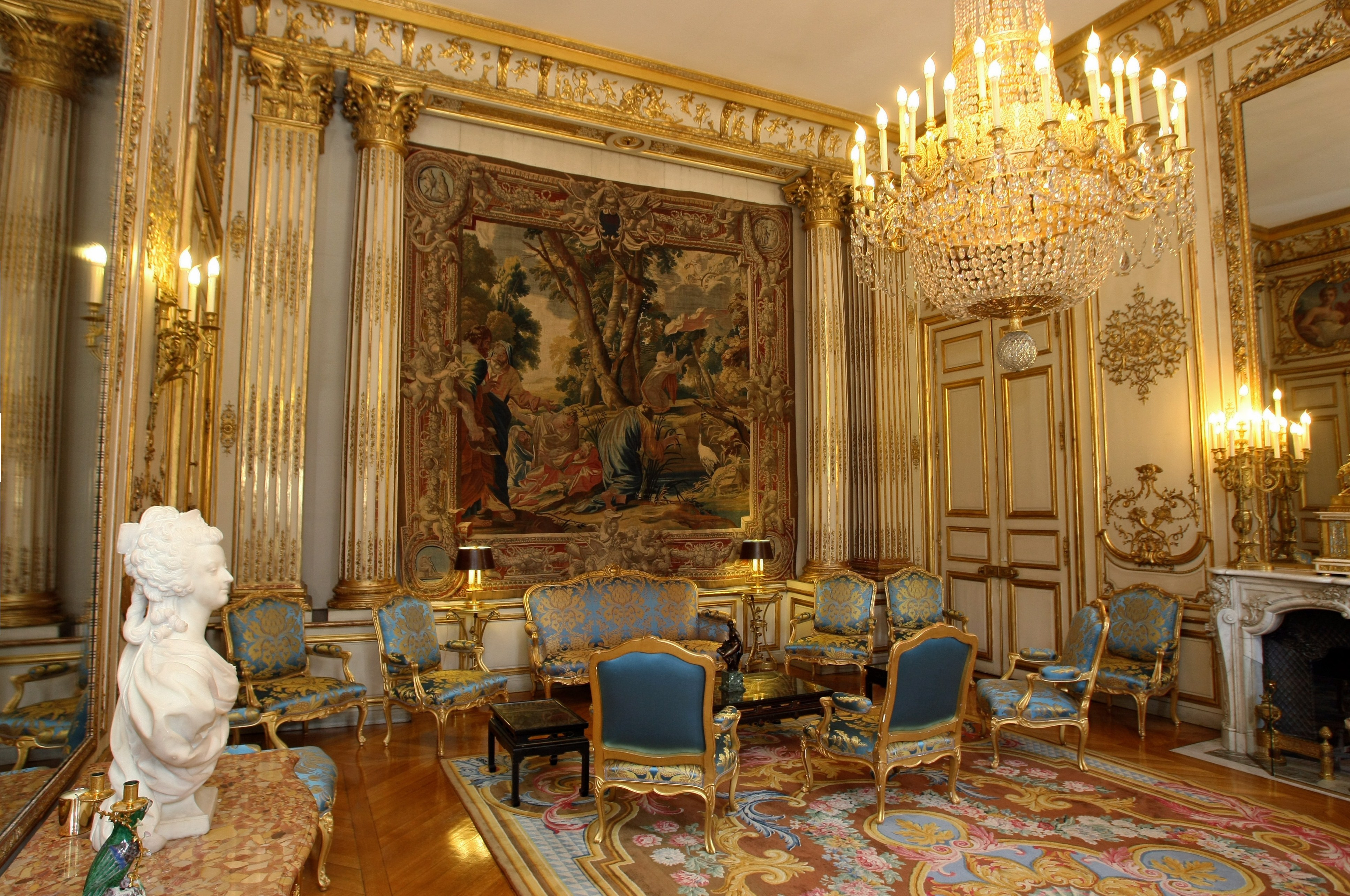
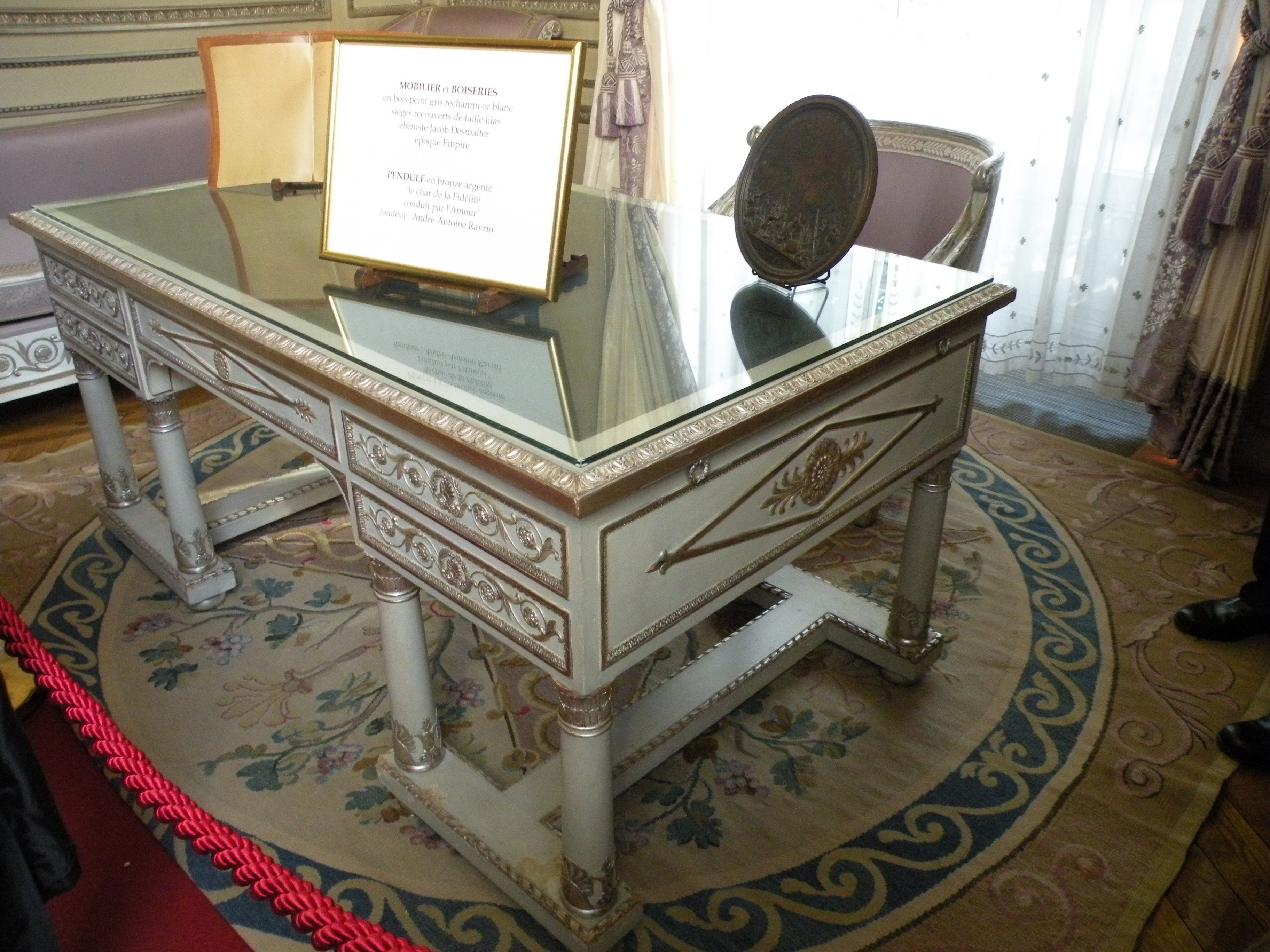
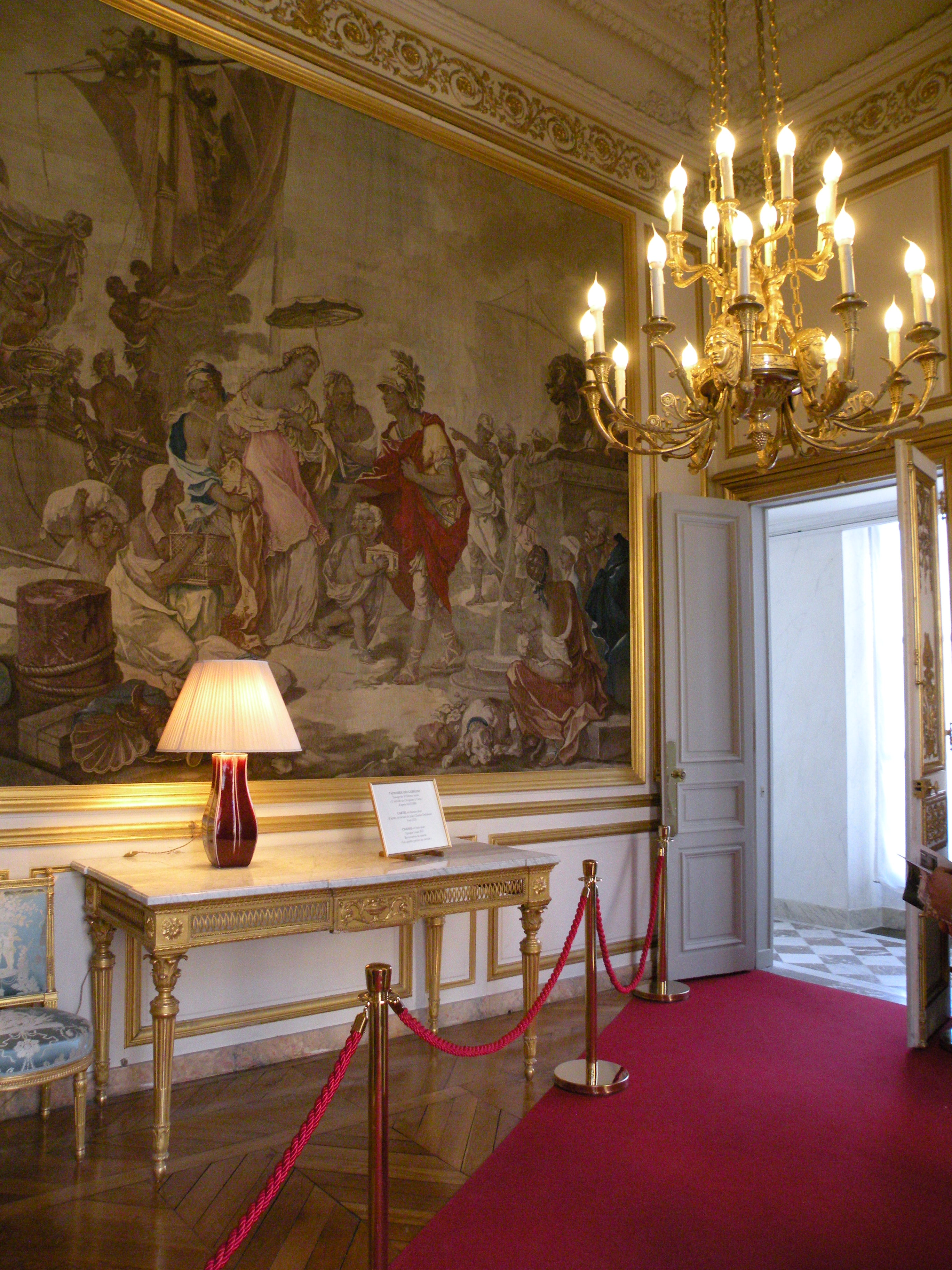
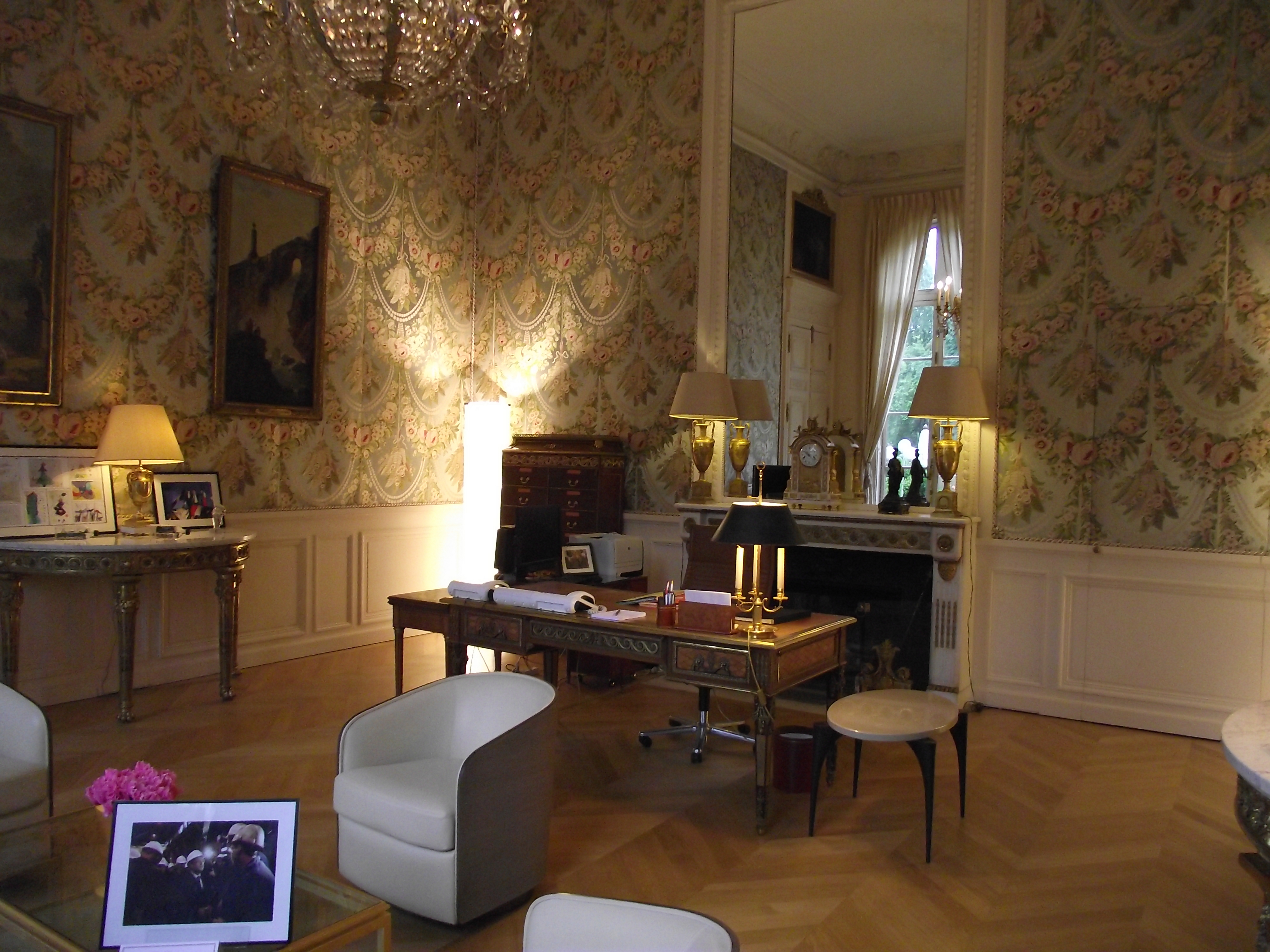